# 불함문화론
불함문화론(不咸文化論)은 최남선의 논문이다. 한국의 문화사적 이해에 있어서 가장 두드러진 최남선의 업적으로서 '불함문화론'이라고 그가 주장하는 동북아시아 문화권 속에서 한국문화를 고찰한 것이었다. <조선을 통하여 보는 동방문화의 연원과 단군을 계기로 인류문화의 일부면(一部面)>이란 부제목을 가진 이 논문은 한국문화의 기원을 찾아보려는 것이었다. 이렇게 넓은 배경 속에서 그가 탐구한 한국문화 중에서 가장 관심을 가졌던 것은 단군신화였다. 일본학자들이 단군신화를 말살하려고 한 것에 대한 그의 반박이라고도 할 수 있을 것이다. 그런데 그는 문헌에 나타난 단군의 사실을 그대로 인정하려고 한 것이 아니라 민속학적인 면에서 고찰하려고 하였다. 단군신화를 한국민족의 원시적 신앙으로 이해하려고 한 것이다. 그리고 그 원시적 신앙은 한국에 국한된 것이 아니라 그가 '불함문화권'이라고 주장한 넓은 지역에 공통적으로 존재하고 있는 것으로 믿었던 것이다.